# Маєво (Мазовецьке воєводство)
Маєво (пол. Majewo) — село в Польщі, у гміні Щутово Серпецького повіту Мазовецького воєводства.
У 1975-1998 роках село належало до Плоцького воєводства.